# Dragan Stojković
Dragan Stojković (serbisch-kyrillisch Драган Стојковић; * 3. März 1965 in Niš, SR Serbien; SFR Jugoslawien), auch bekannt unter seinem Spitznamen Piksi (Пикси) (eine Figur aus dem US-amerikanischen Zeichentrickfilm Pixie und Dixie), ist ein ehemaliger jugoslawischer Fußballspieler und -funktionär sowie gegenwärtiger serbischer Fußballtrainer.

## Werdegang
Als aktiver Fußballspieler von Roter Stern Belgrad gewann er 1988 und 1990 zweimal die Jugoslawische Meisterschaft und 1990 den Jugoslawischen Pokal. Mit Olympique Marseille errang Stojković 1991 die Französische Meisterschaft und erreichte das Finale des Europapokal der Landesmeister.
Zwei Jahre später folgte eine weitere Meisterschaft sowie der Gewinn der erstmals ausgetragenen Champions League. Nachdem bei Olympique Marseille sein erstes internationales Engagement in der Spielzeit 1993/94 geendet hatte, wurde er mit Nagoya Grampus Eight 1995 Japanischer Pokalsieger und 1996 Supercupsieger. In Japan erreichte Stojković 1997 das Finale des Asienpokal der Pokalsieger und hatte 1999 einen weiteren Pokalsieg.
Zwischen 1984 und 2001 absolvierte er 85 Länderspiele für die Fußballnationalmannschaft Jugoslawiens bzw. der Bundesrepublik Jugoslawien, bei denen Stojković 15 Tore erzielte. Als Mannschaftskapitän erreichte er mit der jugoslawischen Nationalmannschaft bei der Weltmeisterschaft 1990 in Italien und Europameisterschaft 2000 in Belgien und den Niederlanden das Viertelfinale.
Als Techniker spielte Stojković vorzugsweise im zentralen Mittelfeld als klassischer Spielmacher. Er wird in einigen Quellen als einer der besten jugoslawischen Spieler seiner Generation bezeichnet. 2011 wählte ihn das US-amerikanische Sportmagazin Bleacher Report zu den 100 bedeutendsten Spielern in der Geschichte der Fußball-Weltmeisterschaft.
Nach seiner aktiven Karriere war Stojković von 2002 bis 2005 Präsident des Fußballverbandes von Jugoslawien bzw. von Serbien und Montenegro. Zwischen 2005 und 2007 war er Präsident von Roter Stern Belgrad. 2008 übernahm Stojković erstmals die Tätigkeit als Cheftrainer der Profimannschaft von Nagoya Grampus Eight. Er gewann mit der Mannschaft 2010 die erste japanische Meisterschaft der Vereinsgeschichte und ein Jahr darauf den Supercup.

## Vereinskarriere

### Radnički Niš
Stojković begann seine Profikarriere in seinem Heimatort beim FK Radnički Niš, wo er in der 1. jugoslawischen Liga während der Saison 1981/82 im Alter von 16 Jahren debütierte. In seiner zweiten Saison in Niš wurde Stojković 17 Mal in der Liga eingesetzt und erzielte dabei ein Tor. Am Saisonende qualifizierte er sich mit seiner Mannschaft für den UEFA-Pokal.
In der 1. Runde des UEFA-Pokals 1983/84 machte Stojković sein erstes Europapokalspiel gegen den FC St. Gallen. Beim 3:0-Heimsieg stand er in der Anfangsformation und erzielte mit dem 2:0 seinen ersten Treffer auf vereinsinternationaler Ebene. Im Achtelfinale scheitere man am späteren Halbfinalisten Hajduk Split. In der Saison 1983/84 kam er mit 18 Jahren auf insgesamt 27 Ligaeinsätze und drei Treffer.
In der darauffolgenden Saison Stojković seinen Wehrdienst ableisten und konnte über die ganze Saison nicht eingesetzt werden. Sein Verein stieg in die zweite Liga ab. Dort absolvierte Stojković in der Saison 1985/86 weitere 25 Einsätze und erzielte dabei vier Tore. Mit Radnički Niš gelang ihm der Meisterschaftssieg und der direkte Wiederaufstieg. In den insgesamt fünf Spielzeiten bei Radnički Niš kam Stojković auf 70 Ligaeinsätze und acht Tore, sowie sechs Pokalspiele und zwei Tore. 1986 wechselte er mit 21 Jahren zum Rekord- und Vizemeister FK Roter Stern Belgrad.

### Roter Stern Belgrad
Sein Debüt für seinen neuen Verein gab er am 10. August 1986 am 1. Spieltag der jugoslawischen Meisterschaft auswärts gegen den FK Priština in der Anfangsformation. Das Spiel endete 1:0 und Stojković erzielte dabei sein erstes Pflichtspieltor. Am 17. September 1986 hatte er seine Europapokal der Landesmeister-Premiere in der Startelf für Roter Stern in der 1. Runde gegen Panathinaikos Athen. Beim 3:0-Heimsieg bereitete Stojković das dritte Tor vor. Im Viertelfinale schied Roter Stern Belgrad gegen Real Madrid aus. In der heimischen Liga hingegen erreichte er mit seiner Mannschaft den dritten Platz und das Halbfinale des jugoslawischen Pokals. In seiner ersten Saison für Roter Stern kam Stojković auf 32 Einsätze und 17 Tore, sowie sechs Pokalspiele.
In der darauffolgenden Saison 1987/88 gelang ihn am 6. September 1987 während des 81. Ewigen Derbys beim 3:2-Auswärtssieg der bisher einzig direkt verwandelte Eckball in der Geschichte dieses Duells. Sein erstes Europapokaltor für Roter Stern erzielte Stojković während des UEFA-Pokals in der 2. Runde gegen den FC Brügge per Elfmeter zum 3:1-Endstand, jedoch scheiterte seine Mannschaft im Rückspiel am späteren Halbfinalisten. Am Ende der Saison wurde Stojković mit Roter Stern zum ersten Mal jugoslawischer Meister und erreichte das Pokalfinale, wo man dem Zweitligisten Borac Banja Luka mit 0:1 unterlag. Zuvor scheiterte Stojković in der 81. Minute beim Stand von 0:1 per Elfmeter am Torwart Slobodan Karalić. In seiner zweiten Saison in Belgrad kam er auf insgesamt 27 Einsätze und 15 Treffer, sowie drei Pokalspiele und 1 Tor. Am Ende der Saison gewann Stojković die Wahl zum Jugoslawiens Fußballer des Jahres.
Im Achtelfinale des Europapokal der Landesmeister 1988/89 trafen die Belgrader auf den AC Mailand. Im San Siro erreichte Roter Stern ein 1:1. Zunächst schoss Stojković die 1:0-Führung. Das Rückspiel wurde in der 64. Minute vom Schiedsrichter Dieter Pauly wegen Nebels abgebrochen und am nächsten Tag wiederholt. Stojković schoss im Wiederholungsspiel den 1:1-Ausgleich. Roter Stern schied letztlich gegen den späteren Pokalsieger nach Elfmeterentscheid aus. 1989 wurde er zum zweiten Mal als Jugoslawiens Fußballer des Jahres gewählt.

### Olympique Marseille & Hellas Verona
Nach einer Saison, in der Stojković die französische Meisterschaft gewann, kam er schließlich mit seiner neuen Mannschaft ins Finale des Europapokal der Landesmeister 1990/91, wo es zum Aufeinandertreffen von Olympique Marseille und seinen Ex-Klub Roter Stern kam. Das 100. Finale eines europäischen Fußballwettbewerbs entschied Roter Stern Belgrad im Stadio San Nicola in Bari für sich. Stojković wurde im Finale, das die Franzosen im Elfmeterschießen mit 3:5 verloren, in der 112. Minute für Éric Di Meco eingewechselt. Obwohl Marseille-Trainer Franz Beckenbauer Stojković zuvor als einen der Schützen bestimmte, teilte Stojković ihm mit, dass er dies nicht verantworten könne, gegen sein Ex-Team einen Elfmeter zu schießen und bot sich erst als letzter Elfmeterschütze an.
Aufgrund chronischer Knieprobleme kam Stojković sporadisch zum Einsatz, so wechselte er daraufhin leihweise für ein Jahr zu Hellas Verona in die Serie A. Danach spielte er erneut bei Olympique Marseille, dieses Mal für zwei Jahre. Trotz Verletzungsanfälligkeit gewann Stojković dort eine weitere Meisterschaft und zudem die erstmals ausgetragenen Champions League 1992/93 unter Trainer Raymond Goethals durch einen 1:0-Erfolg über den AC Milan im Olympiastadion München.
In drei Jahren bei Marseille kam er auf nur 28 Einsätze, weil er oft verletzt war. 2010 wählten ihn die Fans von Olympique Marseille anlässlich des 110. Geburtstags des Vereins in die Jahrhundert-Elf ihrer Mannschaft. Mit 29 Jahren ging Stojković nach Japan.

### Nagoya Grampus Eight
Im Sommer 1994 wechselte Stojković in die japanische J-League, in der er 1995 zum J. League Fußballer des Jahres gewählt wurde. Unter Arsène Wenger gewann Stojković den Pokal und Super Cup. Nach sieben Jahren bei Nagoya beendete er seine Karriere mit 36 Jahren. In Japan kam Stojković auf 183 Einsätze und 57 Tore.

## Nationalmannschaftskarriere
Für die jugoslawische Nationalmannschaft nahm Stojković an der EM 1984, der WM 1990, der WM 1998 und der EM 2000 teil.
Nationaltrainer Todor Veselinović nominierte Stojković in den Kader für die Fußball-Europameisterschaft 1984 in Frankreich. Er gab in dem Turnier sein Debüt, als er am 13. Juni in Lens beim Stand von 0:2 im Gruppenspiel gegen Belgien in der 68. Minute für Mehmed Baždarević eingewechselt wurde.
Bei der WM 1990 besiegte Jugoslawien im Achtelfinale Spanien mit 2:1 nach zwei Toren durch Stojković. Im Viertelfinale spielte man gegen Titelverteidiger Argentinien, dem man im Elfmeterschießen unterlag. Dragan Stojković und weitere Spieler verschossen ihren Elfmeter.
Während der WM 1998 spielte Jugoslawien mit Europameister Deutschland in der Gruppe F. Deutschland gelang es, eine 2:0-Führung durch ein Eigentor und einen Treffer von Oliver Bierhoff aufzuholen. Zuvor schoss Stojković die 2:0-Führung. Schließlich scheiterte seine Mannschaft im Achtelfinale an den Niederlanden.

## Funktionärs- und Trainerkarriere
Stojković war von 2002 bis 2005 Präsident des Fußballverbandes von Serbien und Montenegro und vom Juli 2005 bis Oktober 2007 Präsident von Roter Stern Belgrad. 2008 übernahm er den Trainerposten beim japanischen Verein Nagoya Grampus Eight, mit dem er 2010 die Meisterschaft gewann und als japanischer Trainer des Jahres ausgezeichnet wurde. 2013 wurde er von dort entlassen.
Am 24. August 2015 wurde Stojković als Trainer des chinesischen Super-League-Vereins Guangzhou City FC vorgestellt. Nach über vier Spielzeiten im Verein – damit war er der am längsten amtierende Trainer von Guangzhou City FC – verließ Stojkovic den Verein im Januar 2020.
Am 3. März 2021, an seinem Geburtstag, wurde Stojković Trainer von Serbien. Unter seiner Führung qualifizierte sich die serbische Fußballnationalmannschaft für die FIFA-Fußballweltmeisterschaft 2022 und wurde in die Gruppe G mit Brasilien, Kamerun und der Schweiz gelost. Serbien belegte in der Gruppe den 4. Platz und schied aus.

## Erfolge

### Als Spieler
Radnički Niš
- Halbfinalist im UEFA-Pokal: 1981/82
- Meister der 2. jugoslawischen Liga: 1985/86

FK Roter Stern Belgrad
- Jugoslawischer Meister: 1987/88, 1989/90
- Jugoslawischer Pokalsieger: 1989/90
- Jugoslawischer Doublesieger: 1990

Olympique Marseille
- Champions-League-Sieger: 1992/93
- Finalist des Europapokalsieger der Landesmeister: 1990/91
- Französischer Meister: 1992/93

Nagoya Grampus Eight
- Japanischer Vizemeister: 1996
- Japanischer Pokalsieger: 1995, 1999
- Japanischer Supercupsieger: 1996

### Als Trainer
- Japanischer Meister: 2010
- Japanischer Supercupsieger: 2011

## Auszeichnungen
Als Spieler wurde er 1988 und 1989 zweimal zum Jugoslawiens Fußballer des Jahres und 1995 zu Japans Fußballer des Jahres gewählt. Stojković ist auch einer von nur fünf Spielern, die 1989 mit dem Titel Stern des Sterns ausgezeichnet wurden, den nur Spieler erhalten, die eine spürbare Auswirkung auf die Geschichte von Roter Stern hatten.
Als Trainer wurde er 2010 zu Japans Trainer des Jahres gewählt.